# Jogos Desportivos da Comunidade dos Países de Língua Portuguesa
Die Jogos Desportivos da Comunidade dos Países de Língua Portuguesa (kurz: Jogos da CPLP, englisch CPLP Games, deutsch Spiele der CPLP) sind ein Sportereignis, in dem Mannschaften aus der Gemeinschaft der Portugiesischsprachigen Länder (CPLP) gegeneinander antreten. Im Gegensatz zu den Jogos da Lusofonia nehmen hier Sportler teil, die unter 16 Jahre alt sind.
| Jahr | Spiele | Veranstaltungsort | Gastgeber             |
| ---- | ------ | ----------------- | --------------------- |
| 1992 | I      | Lissabon          | Portugal              |
| 1995 | II     | Bissau            | Guinea-Bissau         |
| 1997 | III    | Maputo            | Mosambik              |
| 2002 | IV     | Praia             | Kap Verde             |
| 2005 | V      | Luanda            | Angola                |
| 2008 | VI     | Rio de Janeiro    | Brasilien             |
| 2010 | VII    | Maputo            | Mosambik              |
| 2012 | VIII   | Mafra             | Portugal              |
| 2014 | IX     | Luanda            | Angola                |
| 2016 | X      | lha do Sal        | Kap Verde             |
| 2018 | XI     | Ilha de São Tomé  | São Tomé und Príncipe |
| 2025 | XII    | Dili              | Osttimor              |